# Text Book
Text Book è un singolo promozionale della cantante statunitense Lana Del Rey, pubblicato il 20 maggio 2021 ed estratto dall'ottavo album in studio Blue Banisters.

## Pubblicazione
Il 28 aprile 2021 Lana Del Rey ha annunciato l'imminente uscita del suo successivo album. Il seguente 20 maggio ha pubblicato Text Book a sorpresa insieme a Blue Banisters e Wildflower Wildfire come singoli promozionali per il disco.

## Descrizione
Scritta e composta da Lana Del Rey e Gabe Simon e prodotta da quest'ultimo insieme a Dean Reid e Zachary Dawes, Text Book è una canzone pop con elementi di musica minimalista. Nel testo la cantante riflette su come i suoi rapporti con i genitori da bambina abbiano influenzato la sua vita sentimentale da adulta, notando in particolare le somiglianze fra il padre e l'allora fidanzato Clayton Johnson. Definisce sin dal primo verso la sua scelta di un uomo con queste caratteristiche «da manuale» dati i propri problemi con la figura paterna, tema ricorrente nei suoi testi.

## Tracce
Testi e musiche di Lana Del Rey e Gabe Simon.
1. Text Book – 5:03

## Formazione
Musicisti
- Lana Del Rey – voce
- Gabe Simon – voce aggiuntiva, chitarra acustica, basso, chitarra, strumenti a percussione, pianoforte, synth bass
- Melodye Perry – voce aggiuntiva
- Greg Leisz – chitarra baritona, pedal steel guitar
- Darren Weiss – strumenti a percussione
- Griffin Goldsmith – strumenti a percussione

Produzione
- Gabe Simon – produzione, programmazione, effetti sonori
- Dean Reid – produzione, ingegneria del suono, missaggio
- Zachary Dewes – produzione
- John Congleton – ingegneria del suono
- Jon Sher – ingegneria del suono
- Mai Leisz – ingegneria del suono
- Adam Ayan – mastering